# M/S Nanking
M/S Nanking av Göteborg var ett svenskt handelsfartyg som torpederades den 29 april 1943 utanför Afrikas västkust. Besättningen räddades.

## Historik
Med sina 9 830 ton var Nanking det största fartyg, som dittills byggts i Göteborg, när fartyget byggdes vid Götaverken 1924. Nanking sjösattes den 15 mars 1924 och levererades den 16 juni samma år till Svenska Ostasiatiska Kompaniet. Leveransen blev något försenad, då den ena av fartygets två dieselmotorer sommaren 1923 var placerad i exporthallen på jubileumsutställningen i Göteborg. Befälhavare på den nya Ostasiataren blev kapten J.M. Renström, som annars förde Svenska Amerika Liniens passagerarfartyg. 1925 återvände han på Dan Broströms önskan till S/S Stockholm (1900) och lämnade därmed befälet på Nanking till kapten B.A. Brandt, som förde Nanking i flera år. 1927 kolliderade Nanking i tjocka på Oslofjorden med Wilhelmsens M/S Tysla. Vintern 1930 genomförde Nankings besättning en bärgning utanför Gibraltar, där S/S Adriatic av Göteborg anträffades övergiven av sin besättning efter en kollision med en italiensk ångare. En del av Nankings besättning under befäl av förste styrman Sven Pehrsson gick ombord på Adriatic, hissade Ostasiatiska Kompaniets flagga på toppen, fick upp trycket under pannorna och lyckades under svåra ansträngningar och med Nankings assistans föra den delvis vattenfyllda ångaren in till Cádiz. Bärgarna blev sedermera belönade. De senaste åren fördes Nanking av kaptenerna H. Hanell, J.O Hedding, O. Albenius och av L.H. Berggren, som efter S/S Japans torpedering övertog befälet på Nanking. Båda fartygen hade från 1940 gått utanför skagerackspärren.

## Torpederingen
Med en dyrbar last från Bombay i Indien var Nanking på väg till Freetown i Sierra Leone i april 1943. Den 29 april då fartyget befann sig på Lat. N 5 grader 11 minuter, Long V 12 grader 15 minuter, torpederades Nanking. Senare information tillskriver att torpeden avlossats på order av den notoriske fartygschefen Karl-Heinz Moehle på U 123. Besättningen lyckades komma i livbåtarna och av de 31 männen bärgades 25 man och landsattes i Santa Cruz de Tenerife på Kanarieöarna. Kaptenen och fem man nådde iland i Monrovia på den afrikanska kusten. Befälhavaren hade i samma farvatten förlorat S/S Japan genom torpedering två år tidigare. Även den gången kunde besättningen rädda sig. Båda gångerna var fartygen helt nära destinationshamnen.